# Oh My Darling, Clementine
"Oh My Darling, Clementine" là một bản ballad dân ca miền Tây Hoa Kỳ thường được cho là của Percy Montrose (1884), mặc dù thỉnh thoảng nó cũng được cho là của Barker Bradford. Các thành viên của Western Writers of America chọn nó là một trong Top 100 bài hát nhạc miền Tây mọi thời đại. Năm 2004, bài hát được thu âm bởi ban nhạc Ireland Westlife trong album Allow Us to Be Frank của họ.